# 誤動作等級
誤動作等级（STL）是對於架設在安全系統（安全相關系統或安全關鍵系統）中的安全機能，對誤動作次數的要求。STL 1表示安全機能會出現的誤動作次數最多，誤動作等级最高，表示會出現的誤動作最少。誤動作等级沒有上限的限制。
安全系統及安全機能是為了保護人員設備安全，及避免影響環境所設置，安全機能應該是在出現危險情形時才能啟動。但若安全機能在沒有危險情形時動作（例如因內部故障而動作），可能不會造成人員設備的危害，但會可能使設備的原始機能無法運作（例如因安全機能誤動作，電梯會停在最近樓層，無法正常起降），因此會帶來經濟上的損失。誤動作等级就是表示安全機能出現誤動作的機率。
STL（誤動作等级）是一種安全機能的性能水平度量，度量其誤動作的頻繁程度。依IEC 61508、IEC 61511、ISA S84及EN 50204等安全標準中有提到一些會因為STL而獲益的典型系性。誤動作等级可以讓使用安全機能的終端客戶有可以量化的指標，有助於客戶訂定期望的安全機能可用性水準。誤動作等级可以針對整個安全迴路訂定，也可以只針對個別的元件。
終端客戶常會陷入一個二難的處境，一方面需要安全機能來保護人員、設備及環境，但又不希望因為安全機能的誤動作影響正常製程，因而造成經濟上的損失。誤動作等级可以說明安全機能誤動作的機率，有助於讓終端客戶達到理想的安全性及理想的製程可用度。

## 如何決定誤動作等級
誤動作等級會和安全機能誤動作時，因製程中斷而造成的財物損失有關，若財物損失越大，則需要選擇其安全機能的STL越高的設備。各家公司需決定他們可以承受或是願意承受的財物損失。其中相關的因素有公司的財務實力、其保險政策、停機及重新開機的成本、安全設備本身的成本（若STL較高的設備，其價格也可能較高）等。上述許多因素都會隨公司而不同。以下的例子是一家公司評量所需要誤動作等級的表。
| STL     | 說明                                     |
| ------- | ---------------------------------------- |
| 6       | 誤動作的財物損失在二千萬到五千萬歐元之間 |
| 5       | 誤動作的財物損失在一千萬到二千萬歐元之間 |
| 4       | 誤動作的財物損失在五百萬到一千萬歐元之間 |
| 3       | 誤動作的財物損失在一百萬到五百萬歐元之間 |
| 2       | 誤動作的財物損失在五十萬到一百萬歐元之間 |
| 1       | 誤動作的財物損失在十萬到五十萬歐元之間   |
| 不需STL | 誤動作的財物損失在十萬歐元以下           |

## STL等級
安全機能可以達到的STL等級是依其安全機能的失效安全機率（PFS）而定。失效安全機率和失效安全無關，是指因安全系統內部問題，造成安全機能在不應動作時動作的機率。以下的表說明PFS數值以及對應的誤動作等級。
| STL等級 | 平均PFS          | 誤動作頻率 |
| ------- | ---------------- | ---------- |
| X       | ≥10-(X+1)至<10-X | 10X        |
| ...     | ...              | ...        |
| 5       | ≥10−6至<10−5     | 100000     |
| 4       | ≥10−5至<10−4     | 10000      |
| 3       | ≥10−4至<10−3     | 1000       |
| 2       | ≥10−3至<10−2     | 100        |
| 1       | ≥10−2至<10−1     | 10         |

## 誤動作等級和安全完整性等級
目前的安全標準只定義安全機能的安全完整性等級（SIL）。標準中不會定義誤動作等級，因為誤動作等級考慮的不是安全性，而是安全機能誤動作造成的損失。雖然如此，誤動作等級仍然是安全系統中的一個屬性，尤其是在製程設備、石油及天然氣、化工及核能產業的安全機能中格外的重要。這些產業中未預期的停機會使工廠陷入危險的情形，工廠要重新復工也是如此。這些製程的停機及重啟是在製程中最危險的二個階段，因此需設法將其次數降到最低。
在實務上，STL（誤動作等級）及SIL（安全完整性等級）是互補的，兩者都是安全機能中的屬性。誤動作等級是依照安全機能的平均PFS（失效安全機率）來決定，也就是依沒有需求時安全機能動作的機率來決定，而安全完整性等級是依依照安全機能的平均PFD（失效危險機率）來決定，也就是依有需求時安全機能未動作的機率來決定。兩者對終端用戶安全及經濟的考量上都很重要。
| 說明       | 誤動作等級              | 安全完整性等級          |
| ---------- | ----------------------- | ----------------------- |
| 計算基礎   | 平均失效安全機率（PFS） | 平均失效危險機率（PFD） |
| 代表       | 製程可用度              | 安全可用度              |
| 表示方式   | STL                     | SIL                     |
| 等級的範圍 | 不受限制                | 1 到 4                  |

為了計算安全回路中的PFS或PFD，需要有安全回路中每一個元件的可靠度模型及可靠度資料。最理想的可靠度模式是馬克夫模型（參照安德雷·马尔可夫）。一般會需要以下的資料：
- 可被偵測的安全失效率
- 不可被偵測的安全失效率
- 可被偵測的危險失效率
- 不可被偵測的危險失效率
- 維修率
- 检验测试覆蓋率
- 检验测试頻率
- 共因因素

## 外部連結
- Spurious Trip Level analysis and certification （页面存档备份，存于）
- IEC Functional safety zone*IEC What is functional safety?（页面存档备份，存于）
- Overview of IEC 61508 （页面存档备份，存于）
- SIL and Functional Safety in a Nutshell （页面存档备份，存于） - eBook introducing SIL and Functional Safety